# Minitel

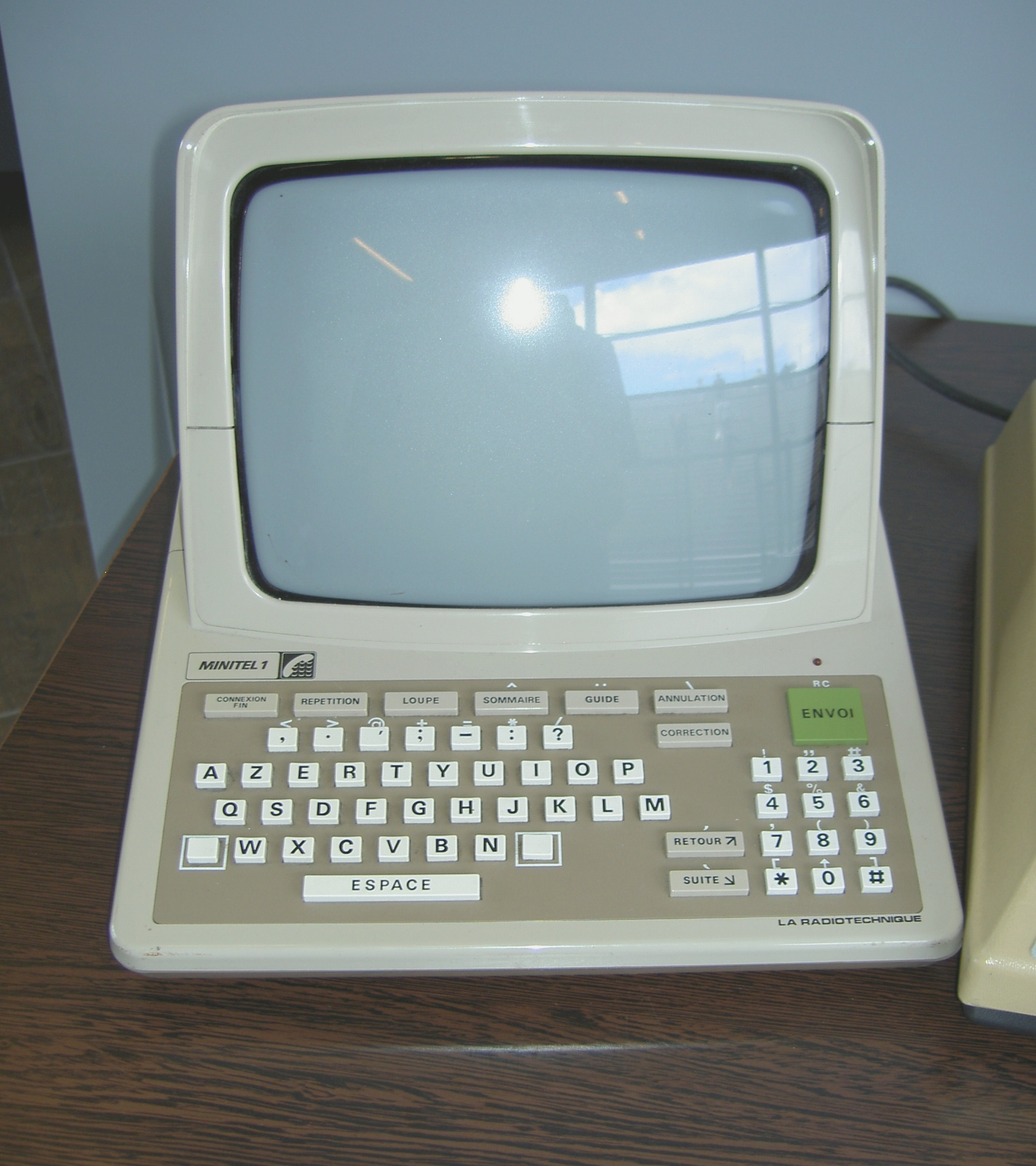
Le Minitel 1
1982

Minitel foi um pequeno terminal de consulta de banco de dados comerciais existentes nos Correios, nas Telecomunicações e nas Teledifusões existentes na França.. Considerado um precursor da internet.

## Criação
Após testes em 1978 na região da Bretanha, O serviço de Videotexto on-line, Minitel, foi lançado na França em 1982 pela PTT (Postes, Télégraphes et Téléphones, tradução para o português: Correios, Telegráfos e Telefones). Desde 1991 que o serviço está dividido entre a France Télécom - Orange e a La Poste.
Quando foi criado, os usuários faziam compras on-line, podiam checar informações em uma lista telefônica (annuaire électronique), reservas para o trem, checavam a cotação das ações na bolsa de valores, a lista telefônica, e, ainda estabeleciam um chat similar com aquele que é feito pela Internet.

## Percurso Cronológico
1982: depois de testes e feito o lançamento do Minitel.
1984: o quiosque de telemarketing é aberto.
1985: é inaugurado, na França, o Anuário Eletrônico Nacional.
1987: lançamento no mercado das tarifas de patamar.
1995: chega ao mercado uma nova geração de terminais:o Magis (microprocessador e revisor de textos do Minitel) e o Sillage (telefone com écran do Mintel).
2000: conversão do Minitel e da Internet (distribuição de um emulador i-minitel). Lançamento do Muti-Publication et Hop Minitel.
2002: O Minitel desenvolve-se sob novos suportes e o modelo de quiosque é adaptado à Internet (soluções w-HA).
2005: 351 milhões de ligações em, atingindo cerca de € 206 milhões de retorno.
2011: A France Télécom informou que vai encerrar o serviço para que tenha uma liberalização dos serviços telefônicos franceses. Também para consolidar o uso da internet e do teletexto.
2012: O serviço é definitivamente encerrado.

## Técnica
O Minitel usa terminais constituídos por tela de texto, teclado e modem.
Geralmente, o Minitel está integrado ao modem que lida com um número especais conectado ao PAVI (Point d'Accès Videotexte, "Ponto de Acesso do Videotexto"). O PAVI transmite informações de volta para o servidor da companhia apropriada ou para administração que utiliza o Transpac  X.25  network.
Em França, era comum discar o número "36 15", enquanto que o "36 17" era usado para os serviços mais dispendiosos. Esses números eram os prefixos dos serviços do Minitel, que os identificava como tal; por exemplo o Google Minitel era conhecido por "36 15 Google". E o prefixo "36 15" tinha o mesmo significado que o ".com", atual sufixo do website da Internet.
Tecnicamente, o Minitel refere-se aos terminais, enquanto que o network é conhecido por Teletel.

## Minitel e Internet
Muitos consideraram o Minitel como um motivo de atraso para o desenvolvimento da Internet na França, já que este último oferecia segurança e fácil acesso para vários serviços on-line, sem requerer o uso de um computador personalizado.
Contudo, o Minitel possui vantagens, tais como: não precisa de assinatura para que se efetue um serviço ou compra nem para a manutenção de uma computador, e emite com segurança os pagamentos feitos por cartão de crédito ou outra informação pessoal.
Além disso, o Minitel tem um padrão bem-definido que raramente apresenta problemas de compatibilidade.

## Minitel em outros países
Suécia: em 1991, o estado sueco tentou introduzir um serviço similar na companhia telefónica Televerket, mas em 1993 o serviço faliu. E, assim, criaram o Teleguide nos quais os terminais eram constituídos pelo IBM.
África do Sul: em 1986, o Videotexto foi introduzido no Telkom, pelo nome de Beltel. Depois, o Minitel foi introduzido para os serviços populares.
Irlanda: em 1988, o Minitel foi introduzido na Irlanda pelo eircom (Telecom Eireann). O sistema era baseado no modelo francês e o serviço Irlandês era acessado na França pelo código "36 19 Irlanda". Os terminais do Minitel da Irlanda eram tecnicamente parecidos aos dos correspondentes franceses, apesar de terem o teclado Qwerty e o telefone RJ-11.
Países Baixos: o PTT (atual KPN) operou com duas plataformas: o Viditel (grande central de números) e o Videotex (central de acesso do sistema responsável pela conexão correta dos vastos números demandados por outros).
Canadá: a Bell Canadá incorporou na fase experimental do Minitel, o sistema conhecido por AlexTel. A similaridade entre ambos era enorme, apesar do telefone usar o Bell System Rj-11.
Brasil: um sistema bem sucedido foi iniciado em São Paulo, pela antiga estatal Telesp. Operou de 1982 até meados dos anos 1990; algumas poucas companhias telefônicas de outros estados instalaram sistemas similares, mas com bases de dados e serviços diferentes. O principal motivo para o sucesso do Minitel em São Paulo foi que a companhia telefônica oferecia apenas o serviço e o acesso à lista telefônica de assinantes, enquanto outras empresas - bancos, provedores de bancos de dados, jornais - ofereciam conteúdos e serviços adicionais. O sistema teve seu ápice em 1995, com cerca de 70 mil assinantes.
Portugal: O serviço de videotexto foi iniciado em 1985, pela empresa Transdata, um consórcio entre as empresas CTT (gestora dos correios em Portugal) e TLP (Telefones de Lisboa e Porto, gestora dos telefones em Portugal), dando mais tarde lugar à Telepac. A Telepac seria integrada no grupo Portugal Telecom. O videotexto teve algum sucesso em Portugal, usando a posição monopolista dos TLP, bem como associando o serviço a campanhas promocionais entre as empresas.
O Minitel também está incorporado em países como: Bélgica (pela Belgacom), Alemanha (Bildschirmtext, BTX), Estados Unidos da América (Qwest) e a Itália (Telecom Italia).